# Gangrena de Fournier
A gangrena de Fournier, também conhecida como fasceíte necrosante, síndrome de Mellené ou síndrome de Fournier, é caracterizada por uma infecção aguda dos tecidos moles do períneo, com celulite necrotizante secundária a germes anaeróbicos ou bacilos gram-negativos, ou ambos. A infecção pode desenvolver-se sob pele aparentemente normal, dissecando o tecido com necrose. Seu nome é uma homenagem ao médico francês Jean Alfred Fournier.

## Ocorrências
A fasceíte necrotizante é frequentemente diagnosticada em pacientes debilitados, e a porta de entrada pode ser identificada quase sempre. O anorreto possui espaços potenciais com planos fasciais resultando em alastramento rápido da infecção.
A infecção pode ser decorrente de:
- extensão de abscesso perirretal
- escaras de decúbito infectadas
- instrumentação urológica ou retal

A maior parte dos casos tem como foco patologias ou procedimentos anorretais e urológicos. Vasectomia, diverticulite, exame anorretal e biópsia de mucosa retal são associados a essa condição. Atraso no diagnóstico é evitado por exames freqüentes no períneo de pacientes admitidos com dor perineal e sepse concomitante.

## Tratamento
O tratamento consiste no uso de antibióticos de largo espectro, cobrindo anaeróbios e gram-negativos. Cirurgia pode ser necessária.
O tratamento da causa influi na evolução da história natural da doença.
Também incluem-se na terapia (focando melhor cicatrização) a oxigenoterapia hiperbárica (OHB) e os triglicerídeos de cadeia média (TCM) como óleo de girassol.[carece de fontes?]

## Prognóstico
A despeito do tratamento, a fasceíte necrotizante permanece com altos índices de mortalidade: 25 a 52%.
O melhor resultado é obtido em pacientes jovens (idade abaixo de 60 anos), com gangrena localizada no períneo, sem complicações sépticas, com hemoculturas negativas.
A realização de colostomia para derivação fecal pode ser uma opção para melhorar a evolução do quadro.
O tempo de intervalo entre o início da infecção e o tratamento é crucial para o prognóstico. Pacientes com duração dos sintomas até quatro dias têm melhor prognóstico, enquanto que o tempo de sintomatologia acima de 7 dias está associado a alto índice de mortalidade.